# Therese Neuer-Miebach
Therese Neuer-Miebach (* 1949) ist eine deutsche Soziologin und Ethikexpertin. Sie ist seit 1999 Professorin für Interventionslehre und Konzepte der Sozialen Arbeit und Behindertenarbeit an der Frankfurt University of Applied Sciences  und war bis 2008 Mitglied im 2001 eingesetzten Nationalen Ethikrat.

## Lebenslauf
Therese Neuer-Miebach studierte Soziologie, Romanistik und Katholischen Theologie. 1967 machte sie ihr Abitur, bevor sie zum Studium an die Universität Bonn, wo sie 1971 ihr erstes Staatsexamen in Romanistik und Katholischer Theologie absolvierte. 1976 machte sie ihren Abschluss als Diplom-Soziologin an der Universität Marburg und 1982 wurde sie an der Universität Bremen zur Dr. rer. pol. promoviert.
Seit 1976 war sie Inhaberin des Büros für Sanierungs- und Sozialplanung (BSS) und in der Kommunalberatung tätig, zwischen 1973 und 1986 absolvierte sie mehrere Praxisprojekte in Stadterneuerung und in Stadt- und Regionalentwicklung. Von 1982 bis 1986 erhielt sie regelmäßige Lehraufträg an den Universitäten Marburg und Kassel sowie an der Hochschule Fulda zu Themen der Stadtentwicklung, der Sozialpolitik und der Familienpolitik. Von 1985 bis 1999 war sie hauptamtliche Mitarbeiterin bei der Bundesvereinigung Lebenshilfe für Menschen mit geistiger Behinderung, wobei sie von 1985 bis 1987 im Referat Eltern und Familie aktiv war, von 1988 bis 1999 das Fortbildungsinstituts und die Bereiche Familienpolitik und Sozialpolitik. Von 1995 bis 1999 war sie zusätzlich Mitglied der Bundesgeschäftsführung und zuständig für Internationales, Fortbildung und Ethik.
Ab dem 1. Februar 1999 wurde sie Professorin am Lehrstuhl für Interventionslehre und Konzepte der Sozialen Arbeit und Behindertenarbeit am Fachbereich Soziale Arbeit und Gesundheit, ehemals Fachbereich Sozialarbeit, der Frankfurt University of Applied Sciences, ehemals Fachhochschule Frankfurt, mit den Schwerpunkten Theorien und Methoden der Sozialen Arbeit, Behinderung, Gesundheit und Sucht sowie Sozialpolitik. Außerdem war sie von 1998 bis 2000 Mitglied des Ethik-Beirates des Bundesgesundheitsministeriums  und bis 2002 Mitglied der Enquête-Kommission „Recht und Ethik der modernen Medizin“ des Deutschen Bundestages von 1999 bis 2002. 2001 wurde sie durch den damaligen Bundeskanzler Gerhard Schröder zum Mitglied des Nationalen Ethikrates durch das Bundeskabinetts berufen und blieb im Ethikrat bis zu dessen Neukonzeption als Deutscher Ethikrat 2008.

## Ausgewählte Publikationen
- (1995): Elternschaft von Menschen mit geistiger Behinderung – sozialpolitische Bedeutung und Perspektiven. In: U. Pixa-Kettner et al. (Hrsg.): Elternschaft von Menschen mit geistiger Behinderung. Universität Bremen, S. 98–114.
- (1996): Neuro-Ethik versus Menschenwürde. In: G. Kaiser et al. (Hrsg.): Die Zukunft der Medizin. Neue Wege zur Gesundheit? Frankfurt Campus, S. 317–332.
- (1996): Der Stellenwert behinderten Lebens angesichts eugenischer Tendenzen in unserer Gesellschaft. In: E. Zwierlein (Hrsg.): Handbuch Integration und Ausgrenzung. Behinderte Mitmenschen in der Gesellschaft. Neuwied, S. 128–139.
- (1998): M. Wunder, Th. Neuer-Miebach, Th. (Hrsg.): Bio-Ethik und die Zukunft der Medizin. Bonn: Psychiatrie Verlag.
- (1999): Welche Art von Prävention erkaufen wir uns mit der Zulässigkeit von Präimplantationsdiagnostik? Ethik in der Medizin 11, S. 125–131.
- (1999): Zwang zur Normalität. Pränatale Diagnostik und genetische Beratung. In: M. Emmrich (Hrsg.), Im Zeitalter der Bio-Macht. Frankfurt, S. 69–104.
- (1999): Welche Art von Prävention erkaufen wir uns mit der Zulässigkeit von Präimplantationsdiagnostik? In: Ethik in der Medizin 11/1999, S. 125–131.
- (2000) G. Dörr, R. Grimm, Th. Neuer-Miebach (Hrsg.): Aneignung und Enteignung. Der Angriff der Bioethik auf Leben und Menschenwürde. Verlag Selbstbestimmtes Leben, Düsseldorf
- (2001): Ethische Herausforderungen durch die Verheißungen der Gentechnik. Behinderten-Pädagogik 40. Jg. Heft 1, S. 6–22.
- (2002): Die Ethik des Heilens greift zu kurz – Zur vermeintlichen Legitimation genetischer Diskriminierung. D. Groß (Hrsg.): Zwischen Theorie und Praxis 2: Ethik in der Medizin. In: Lehre, Klinik und Forschung. Würzburg, S. 97–111.
- (2002): Aktuelle gesellschaftliche Herausforderungen durch die humangenetische Forschung. K. Bundschuh (Hrsg.): Sonder- und Heilpädagogik in der modernen Leistungsgesellschaft – Krise oder Chance? S. 73–90.
- (2002): Die Ethik des Heilens: Begründungsmuster einer postmodernen Bio-Medizin. Annales d’Histoire et de Philosophie du Vivant, Vol 7, Paris, S. 81–92.
- (2003): Die therapeutische Option und die Zukunft des Menschen: welchen Fortschritt wollen wir? M. Dederich (Hrsg.): Bioethik und Behinderung. Bad Heilbrunn, S. 81–103.
- (2004): Aktivierung und Verbesserung der BürgerInnen-Mitwirkung und des Stadtteil-Lebens. In: Uwe-Jens Walther, Kirsten Mensch (Hrsg.): Armut und Ausgrenzungin der Sozialen Stadt. Darmstadt: Schader-Stiftung, S. 229–251.
- (2005): Bio- und gentechnische „Manipulationen“ am Menschen. I: Dieter Korczak (Hrsg.): Wieviel Manipulation verträgt der Mensch? Kröning: Asanger-Verlag, S. 77–100.
- (2006): Sterbenskrank und lebensmüde: Nachdenkliches zur Euthanasie in der aktuellen bioethischen Debatte. In U. George, G. Lilienthal et al. (Hrsg.): Hadamar: Heimstätte, Tötungsanstalt, Therapiezentrum, Marburg, S. 476–485.
- (2011): Sterilisation – Zwischenlager – Freigabe zur Tötung: Gedenken an die Zeit des Nationalsozialismus im VITOS-Klinikum Herborn – Ist Geschichte Vergangenheit? In: Ch. Vanja  (Hrsg.): 100 Jahre Psychiatrie in Herborn: Rückblick, Einblick, Ausblick. S. 213–224.
- (2012): Stichwörter „Behinderung“ und „Rehabilitation“. In: D. Kreft, I. Mielenz (Hrsg.): Wörterbuch Soziale Arbeit, Weinheim, 6. Aufl.

## Belege
1. 1 2 3 4  Frankfurt University of Applied Sciences: Therese Neuer-Miebach | Frankfurt UAS. Abgerufen am 1. Mai 2021.
2. ↑  Nationaler Ethikrat: Expertengremium berufen. In: Der Tagesspiegel. 5. Februar 2001, abgerufen am 1. Mai 2021.